# شيربكتي
شيربكتي (بالقيرغيزية: Чырпыкты)‏ وهي قرية في مقاطعة إيسيك كول في قيرغيزستان. بلغ عدد سكانها حوالي (2,008) نسمة عام 2009. ولد العالم قاسم تينيستانوف في هذه القرية.